# Датэ Масамунэ
Датэ Масамунэ (яп. 伊達 政宗, 5 сентября 1567 — 27 июня 1636) — японский самурай, живший в конце периода Адзути-Момояма и начале периода Эдо. Известен как основатель города Сэндай и покровитель христианства в Японии. Из-за потери правого глаза в результате оспы был прозван «одноглазым драконом» (Докуганрю).

## Биография
Старший сын самурая Датэ Тэрумунэ (1543—1585), владевшего замком Ёнэдзава на территории современной префектуры Ямагата на севере Японии. Его матерью была Ёси-химэ, дочь Могами Ёсимори, даймё провинции Дэва. В 1581 году молодой Масамунэ участвовал в своей первой военной кампании, участвуя в походе отца против рода Сома. В 1584 году Тарумунэ отказался от власти в пользу 18-летнего сына Масамунэ.
В 1585 году Датэ Тэрумунэ, отец Масамунэ, был захвачен и предательски убит своим соседом Хатакэяма Ёсицугу. В том же году Масамунэ нанес ему поражение в битве при Хитоторибаси. В 1589 году он отбил замок Курокава у клана Асина и разгромил противника в битве при Суриагэхара. Территории, какие Масамунэ сумел приобрести благодаря этой победе, увеличили владения клана Датэ до двух миллионов коку. Таким образом, Датэ стал третьим по богатству кланом в Японии.

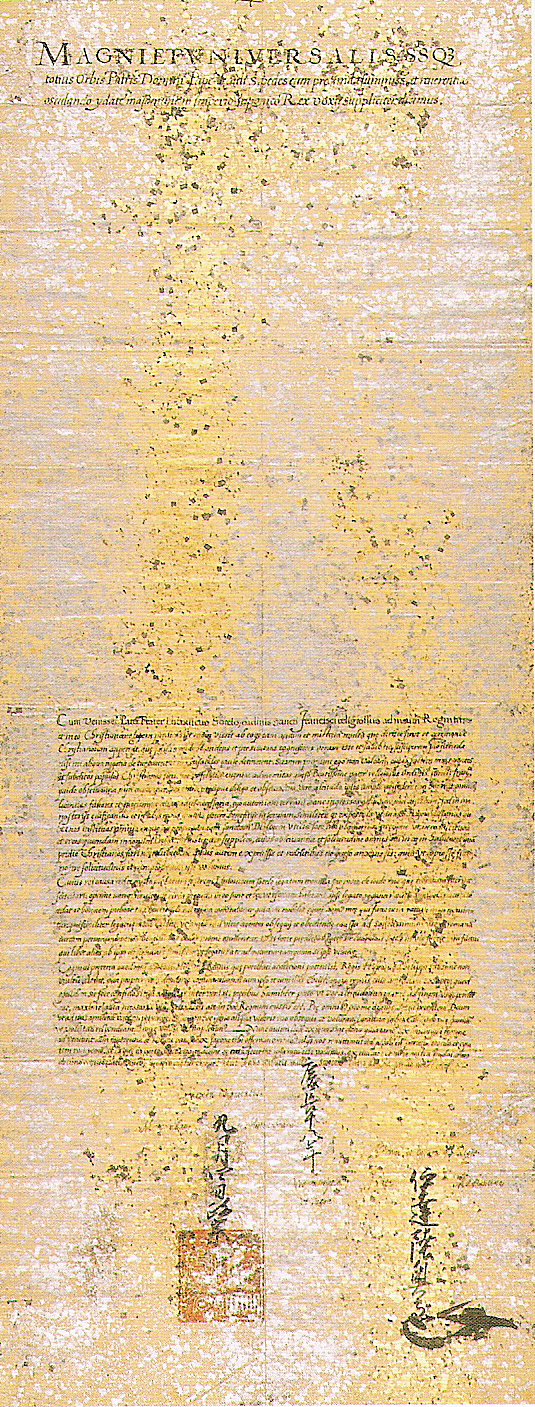
Письмо Масамунэ к Павлу V

В 1590 году японский правитель Тоётоми Хидэёси осадил замок Одавара, принадлежавший могущественному клану Го-Ходзё. Хидэёси несколько раз призывал Датэ Масамунэ присоединиться к нему, но Масамунэ был занят тем, что пытался контролировать свою территорию на севере, поэтому не хотел ослаблять свою армию. Масамунэ понимал, что лучше всего встать на сторону победителя, поэтому уже был готов принять сторону Хидэёси. В это время Масамунэ обнаружил заговор против себя. Его предполагала отравить родная мать, которая находилась под сильным влиянием со стороны своего родного клана. На место Масамунэ заговорщики предполагали посадить его младшего брата Кодзиро. Когда заговор раскрылся, Кодзиро был казнён, а Масамунэ выступил к Одаваре. Но в результате задержки Масамунэ опоздал к штурму крепости. Опасаясь гнева Хидэёси, Масамунэ явился к нему одетым в белые одежды, свидетельствуя тем самым о своей готовности принять смерть. Тоётоми Хидэёси оценил жест и простил Датэ Масамунэ. Понимая, что дальнейшее сопротивление бесполезно, Датэ Масамунэ присягнул Тоётоми Хидэёси на верность. Этот шаг позволил сохранить Масамунэ его владения, но уже в статусе вассала. Его добровольное признание власти Хидэёси и показная лояльность уберегли Масамунэ, когда против него обвинения в мятеже выдвинул Гамо Удзисато. Снова Масамунэ предал себя в руки Хидэёси и снова выиграл. Укрепив свою политическую позицию, Масамунэ решил укрепить и военное положение. С этой целью он провел на своих территориях «охоту за мечами», конфисковав у крестьян всё оружие.
Как и большинство японских даймё, Датэ Масамунэ участвовал в корейской войне, развязанной Тоётоми Хидэёси. Небольшой отряд Масамунэ зачислили в резерв и оставили в Японии, поэтому потерь в начале кампании Масамунэ не понес. Армию Масамунэ перебросили в Корею только тогда, когда там сложилась критическая ситуация. Японцы отступали к Пусану, порту, захваченному в ходе великолепной десантной операции в самом начале кампании. В письме, посланном Датэ Масамунэ домой, сообщается, что от бери-бери умирают восемь человек из десяти. В другом письме, написанном тремя днями позже, сообщается, что многие умирают от воды, которая в Корее «не такая, как в Японии». Возможно, что имелась в виду холера или тиф.
В 1600 году Датэ Масамунэ выступил в поддержку клана Токугава на севере страны, развязав войну против Уэсуги Кагэкацу. При поддержке Могами Ёсиаки он нанес поражение Наоэ Канэцугу, вассалу Кагэкацу. В качестве вознаграждения Масамунэ получил от Токугавы Иэясу домен Уэсуги и обосновался в Иватэдзава, сменив её название на Сэндай.
В 1614—1615 годах Датэ Масамунэ участвовал в осакской кампании сёгуната Токугава против Тоётоми Хидэёри.
Датэ Масамунэ интересовался христианством и направил в Европу посольство во главе со своим слугой, самураем Хасэкура Цунэнага в 1613 году.
Одной из его отличительных черт было отсутствие правого глаза, который Датэ Масамунэ потерял после того, как заболел оспой. Из-за этого его часто называли «одноглазым драконом» (яп. 独眼竜 докуганрю:).
В июне 1636 года 68-летний Датэ Масамунэ скончался, ему наследовал второй сын Датэ Тадамунэ (1599—1658), который стал 2-м даймё Сэндай-хана (1636—1657).

## Семья и дети
Был женат на Мэго-химэ, дочери Тамура Киёаки, владельца замка Михару в провинции Муцу. От жены и наложниц имел много детей:
- Хидэмунэ Датэ[англ.] (1591—1658), 1-й даймё Княжества Увадзима (1614—1657)
- Датэ, Тадамунэ (1599—1658), 2-й даймё Княжества Сэндай (1636—1658)
- Датэ Мунэкиё (1600—1634)
- Датэ Мунэцуна (1603—1618)
- Датэ Мунэтака (1607—1626)
- Датэ Мунэдзанэ (1613—1626)
- Датэ Мунэкацу (1621—1679)

## В кино
- «Ястреб севера» (Doku-ganryu Masamune, Hawk of the North) — режиссёр Тосикадзу Коно (Япония, 1959), в роли Масамунэ — Накамура Кинносукэ.